# Cystotrichiopsis salvadorae
Cystotrichiopsis salvadorae är en svampart som beskrevs av Abbas, B. Sutton & Ghaffar 2001. Cystotrichiopsis salvadorae ingår i släktet Cystotrichiopsis, divisionen sporsäcksvampar och riket svampar.   Inga underarter finns listade i Catalogue of Life.